# آرامگاه امامزاده شعیب
بقعه امامزاده شعیب مربوط به دوره صفوی - دوره قاجار - دوره معاصر است و در سبزوار، مرکز قدیم شهر واقع شده و این اثر در تاریخ ۲۷ دی ۱۳۵۵ با شمارهٔ ثبت ۱۳۱۵ به‌عنوان یکی از آثار ملی ایران به ثبت رسیده است.

## نگارخانه

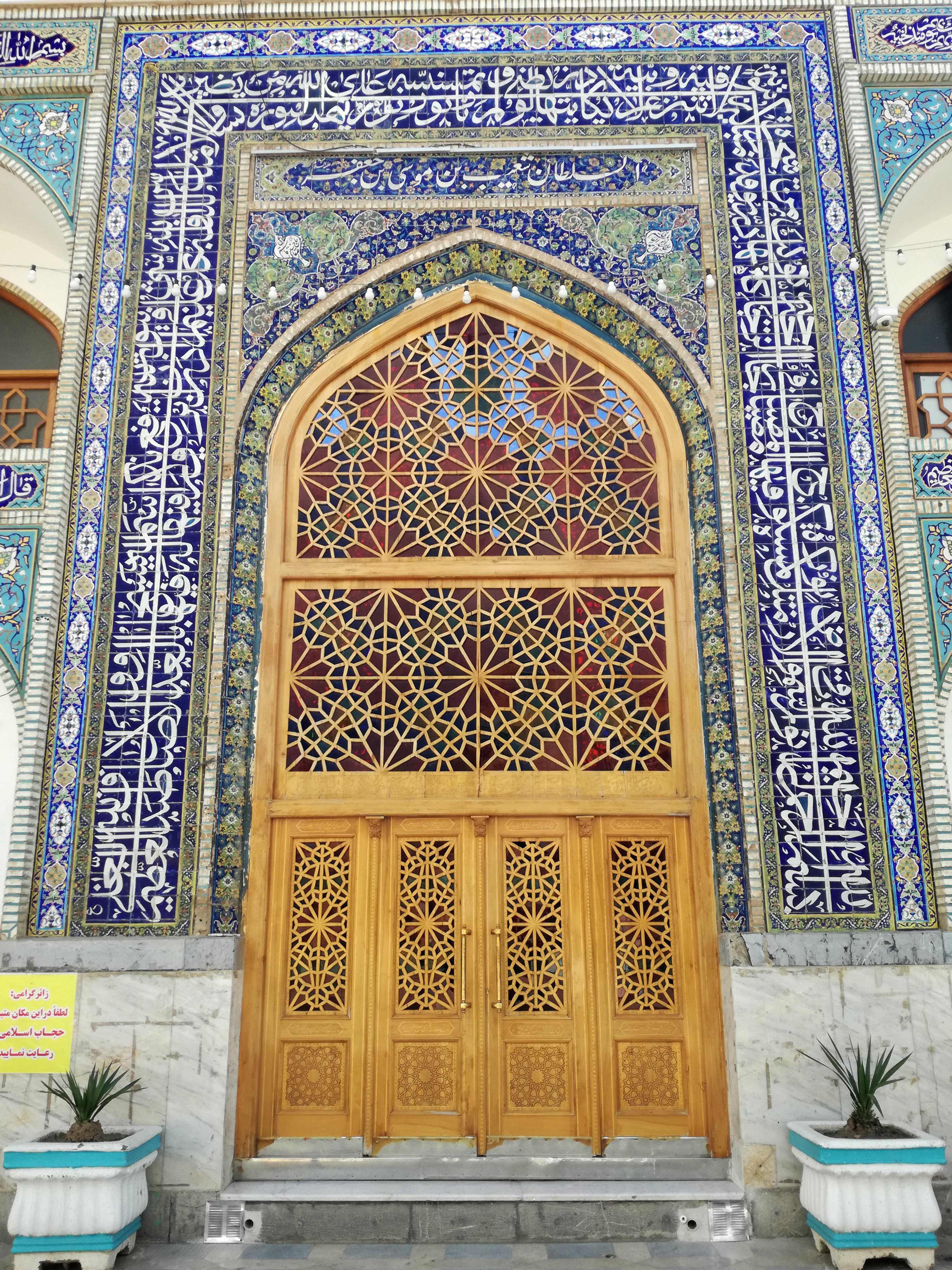
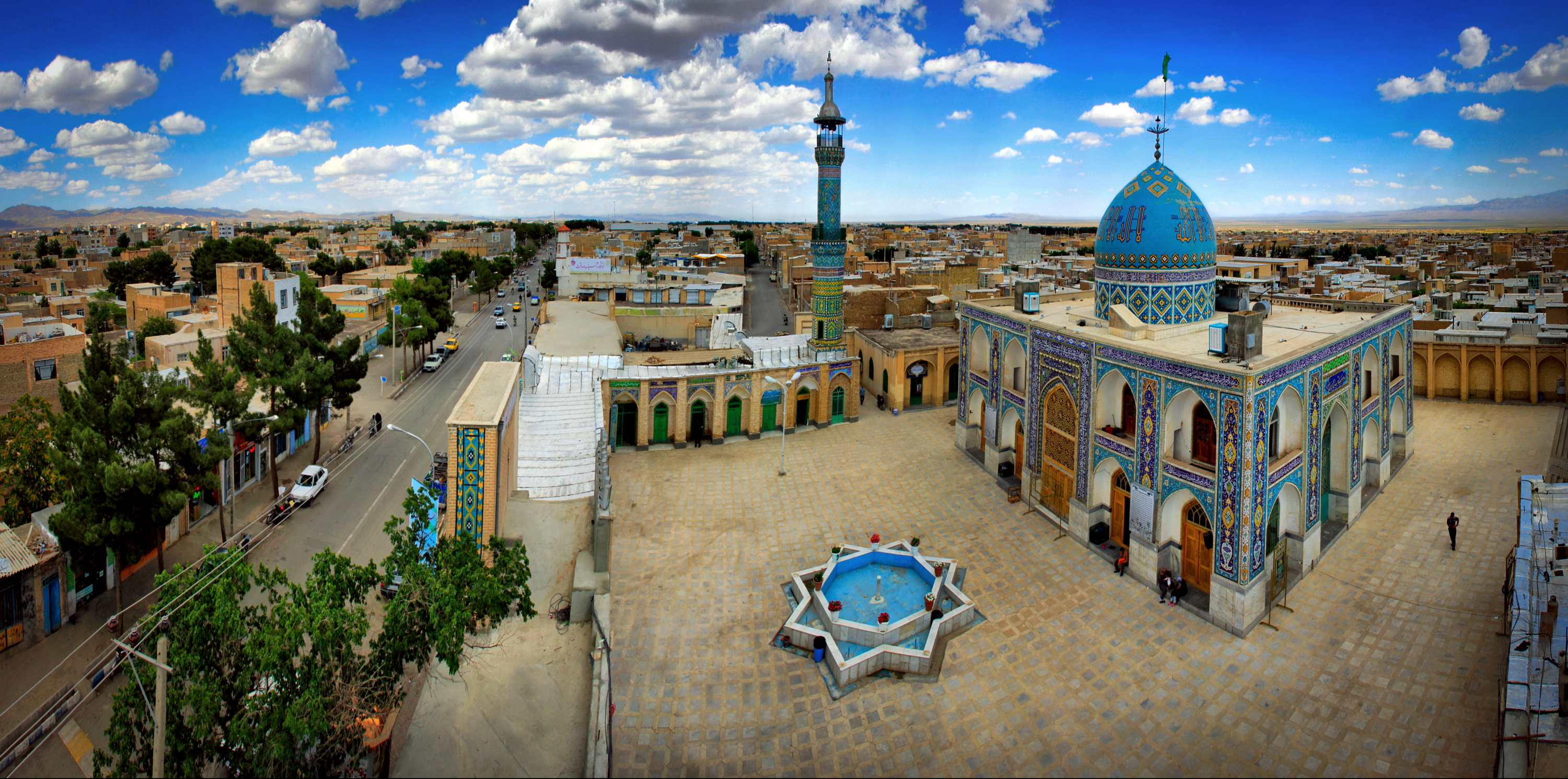
نمای کلی از بالا